# Мохнатушка
Мохнатушка — посёлок  в Алтайском крае России. Входит в городской округ город Барнаул. Административно подчинён Лебяжинской сельской администрации, до 30.10.2020 Центральной сельской администрации Центрального района города Барнаула.

## География
Расположен в 10 км к юго-западу от Барнаула в Центральном районе города в Барнаульском ленточном бору. На юго-западе граничит с посёлком Черницк.

## Население
| 1997 | 1998 | 1999 | 2000 | 2001 | 2002 | 2003 | 2004 |
| ---- | ---- | ---- | ---- | ---- | ---- | ---- | ---- |
| 126  | ↗131 | ↗142 | →142 | ↗143 | ↗148 | ↗154 | ↗166 |
| 2005 | 2006 | 2007 | 2008 | 2009 | 2010 | 2011 | 2012 |
| ↗174 | ↗203 | ↗211 | ↗217 | ↗224 | ↗254 | ↗256 | ↗266 |
| 2013 |      |      |      |      |      |      |      |
| ↘262 |      |      |      |      |      |      |      |

Национальный состав
Согласно результатам переписи 2002 года, в национальной структуре населения русские составляли 85 % от 195 чел.

## Инфраструктура
В селе действуют магазины и почта. Рядом с посёлком находится городское Черницкое кладбище.

## Транспорт
Посёлок доступен автомобильным транспортом.
Автобусное сообщение (маршрут автобуса 104ю, по данным на июль 2020).